# Comuna Șumbar, Șumsk
Șumbar (în ucraineană Шумбар) este o comună în raionul Șumsk, regiunea Ternopil, Ucraina, formată din satele Novostav și Șumbar (reședința).

## Demografie
Componența lingvistică a comunei Șumbar
     Ucraineană (99,53%)
     Alte limbi (0,41%)
Conform recensământului din 2001, majoritatea populației comunei Șumbar era vorbitoare de ucraineană (99,53%), existând în minoritate și vorbitori de alte limbi.